# 承德縣 (奉天)
承德县（穆麟德轉寫：erdemu aliha hiyan），中国旧县名。
明朝时为沈阳中卫。清朝康熙三年（1664年）置县，为奉天府倚郭县。评价：冲，繁，疲，难。嘉庆十八年（1813年），以承德县和广宁县地析置新民厅。光绪二十九年八月，中美约开埠。境内有三条铁路线：京奉，东清，安奉。宣统三年（1911年），废承德县，并入奉天府。民国初年，全国废府州厅改县，于1913年废奉天府为奉天县。同年，因奉天县与奉天省同名，复名承德县。后又因与承德县同名，再改为沈阳县。